# Catbavrienden Korfbal Club
El Catbavrienden Korfbal Club  és un club de corfbol d'Anvers (Bèlgica) fundat l'1 d'agost de 1948. És l'equip belga que ha guanyat més vegades l'Europa Cup, fent-ho en tres ocasions en la dècada del 1990.